# Shimoneta
Shimoneta to Iu Gainen ga Sonzai Shinai Taikutsu na Sekai (em japonês:下ネタという概念が存在しない退屈な世界,  lit. Um mundo chato onde o conceito de piadas sujas não existe), abreviado oficialmente no Japão como Shimoseka (下セカ), é uma série de light novels japonesas escrita pelo mangaká Hirotaka Akagi e ilustrada por Eito Shimotsuki. A editora Shogakukan publicou nove volumes do light novel desde julho de 2012. Uma adaptação em mangá intitulada de Shimoneta to Iu Gainen ga Sonzai Shinai Taikutsu na Sekai: Man**-hen (em japonês:下ネタという概念が存在しない退屈な世界 マン●篇. lit: Um mundo chato onde o conceito de piadas sujas não existe Edição Man**) com a arte de N' Yuzuki começou a ser publicada pela Mag Garden na revista shōnen Monthly Comic Blade em maio de 2014. Uma adaptação em anime produzida pela J.C Staff foi transmitida de julho a setembro de 2015.
O nome Shimoneta é uma palavra japonesa para "gíria vulgar" ou "piada suja", "tema erótico"

## Enredo
Em um futuro distópico, o governo japonês está reprimindo qualquer atividade imoral percebida, do uso da linguagem arriscada à distribuição de materiais obscenos no país, a ponto de todos os cidadãos serem obrigados a usar dispositivos de alta tecnologia, chamados Peace Makers (PM) que analisam cada palavra falada e movimentos de mão para qualquer ação que possa infringir a lei. Um novo estudante do ensino médio chamado Tanukichi Okuma entra na "escola pública de moral pública" de elite do país para se reunir com sua namorada e presidente do conselho estudantil, Anna Nishikinomiya. No entanto, Tanukichi rapidamente se vê entrelaçado com a terrorista pervertida "Blue Snow" ("Tundra's Blue" em algumas traduções) quando ela sequestra e o força a se juntar à sua organização, "SOX", na criação e disseminação de material pornográfico por toda a cidade como forma de protesto contra os regulamentos.

## Personagens
Tanukichi Okuma (奥間 狸吉, Okuma Tanukichi)
Voz de: Yūsuke Kobayashi
O protagonista da história, Tanukichi é filho de um infame terrorista de piada suja chamado Zenjuro, que foi preso pelas autoridades morais japonesas anos atrás depois de tentar espalhar preservativos pelo edifício Diet, desafiando as leis morais. Ele se formou em uma escola pública intermediária com a "menor pontuação moral", de acordo com seus colegas de classe. Ele se vê constantemente dividido entre guardar o segredo do alter-ego de Ayame como um terrorista lascivo e entregá-la às autoridades para conquistar o favor de Anna.
Ayame Kajou (華城 綾女, Kajō Ayame) / Blue Snow (雪原の青, Setsugen no Ao, lit. "Blue of the Snowfield")
Voz de: Shizuka Ishigami
A vice-presidente do conselho estudantil e a filha de um ex-membro de Diet desonrado que lutou sem sucesso contra as leis de moralidade pública. Ayame secretamente atua fora da escola como o terrorista pervertido "Blue Snow", usando calcinha no rosto, espalhando folhetos semi-pornográficos e gritando piadas sujas em desafio às autoridades morais japonesas. Depois de sequestrar Tanukichi, ela decide formar o grupo SOX com ele e expandir suas atividades para incluir a escola e além. Seu pai ensinou a ela um código que ela pode usar em seu telefone celular que desativa os colarinhos e os PMs que ela usa por três minutos por dia, permitindo que ela diga ou faça livremente coisas obscenas durante o tempo.
Anna Nishikinomiya (アンナ・錦ノ宮, Anna Nishikinomiya)
Voz de: Miyu Matsuki
A presidente do conselho estudantil e a paixão de infância de Tanukichi que o incumbiu de caçar Blue Snow antes que ela pudesse pôr em risco a moral da escola. Depois de ser acidentalmente beijada por Tanukichi, ela desenvolve um amor obsessivo por yandere por ele. No entanto, devido à falta de conhecimento sobre assuntos "imorais", ela acaba expressando seu amor de maneiras extremas. Ela exibe quantidades extremas de força, velocidade e destreza sobre-humanas, especialmente quando irritada ou motivada.
Otome Saotome (早乙女 乙女, Saotome Otome)
Voz de: Satomi Arai
Um prodígio artístico cujas pinturas ganharam prêmios e são exibidas em toda a escola, embora pareça entediada com a atenção. Depois de descobrir inadvertidamente Tanukichi trocando uma fantasia de Blue Snow, ela chantageia-o para ser seu "animal de estimação" por um tempo, e depois se junta à SOX para aprender a desenhar obras de arte explícitas depois de ser educado sobre o assunto por Ayame. Como seu PM é capaz de detectar qualquer movimento lascivo que suas mãos fazem, ela aprendeu a desenhar segurando ferramentas com a boca para evitar o sensor.
Kosuri Onigashira (鬼頭 鼓修理, Onigashira Kosuri)
Voz de: Yui Horie
A filha de Keisuke e uma fangirl de SOX que carrega várias armas (como pistolas de ar e atordoamentos elétricos ) com ela e usa táticas que aprendeu no mangá romântico e shōjo para manipular as pessoas, até seus aliados. Ayame permite que ela se junte em parte porque seu penteado é semelhante à ponta de um pênis.
Hyouka Fuwa (不破 氷菓, Fuwa Hyōka)
Voz de: Saori Gotō
Um cientista iniciante e colega de classe de Tanukichi, obcecado em resolver o mistério por trás de como os bebês são realmente concebidos, já que as autoridades morais japonesas censuraram tudo o que dizia respeito à educação sexual além de vagas generalidades. Ela chegou ao ponto de visitar constantemente clínicas e hospitais de ginecologia para aprender mais até que foi proibida de visitá-los. Muitas vezes coleta insetos para estudar seus hábitos reprodutivos. Ela tem um senso muito aguçado de observação. Embora não seja oficialmente um membro da SOX, ela os ajuda de vez em quando porque está ciente (até certo ponto) das identidades de seus membros.
Raiki Gouriki (轟力 雷樹, Gōriki Raiki)
Voz de: Kenta Miyake
Tesoureiro do conselho estudantil com uma postura e comportamento semelhantes aos de um gorila, embora ele odeie bananas. Inicialmente, ele desconfiava de Tanukichi ao saber que ele era filho de Zenjuro, mas depois passou a respeitá-lo e cuidar de seu bem-estar depois que Tanukichi salvou Anna de perseguidores que atacaram, o que o deixou hospitalizado.
Matsukage Nishikinomiya (錦ノ宮 祠影, Nishikinomiya Matsukage)
Voz de: Hajime Iijima
O pai de Anna e um membro da Dieta Nacional que foi a força motriz por trás das leis morais públicas originais que transformaram o Japão em uma "sociedade altamente moral". Ele usa a desculpa de proteger a moralidade para exercer seu controle sobre todo o país.
Sophia Nishikinomiya (ソフィア・錦ノ宮, Sofia Nishikinomiya)
Voz de: Sayaka Ohara
A mãe de Anna, que está por trás de um impulso por leis de moralidade pública ainda mais rigorosas do que as atualmente promulgadas, a fim de criar um mundo ideal que não represente praticamente nenhuma ameaça à castidade de Anna.
Oboro Tsukimigusa (月見草 朧, Tsukimigusa Oboro)
Voz de: Sumire Uesaka
Um prefeito de escola aparentemente feminino treinado por Matsukage para aderir a um código moral estrito que gira principalmente em torno de proteger Anna de todas as influências potencialmente imorais, incluindo itens mundanos como cestas de basquete e rolos de papel higiênico. Oboro ainda tem isso codificado em "Cinco Disposições", que inclui a ressalva de que Oboro não pode interferir se a própria Anna exibir comportamentos ou desejos obscenos. Oboro é surpreendentemente rápido em mudar de posição sobre o que é considerado material "ilegal" quando um aluno protesta com força suficiente.
Keisuke Onigashira (鬼頭 慶介, Onigashira Keisuke)
Pai de Kosuri; eroterrorista que fez acordos com as autoridades morais, enfurecendo os outros grupos terroristas ao redor do Japão, assim como sua própria filha.
Takuma Ichinose (一ノ瀬 琢磨, Ichinose Takuma) / White Peak (頂の白, Itadaki no Shiro, lit. "White of the Top")
Voz de: Ken Narita
Ero-terrorista que se veste de calcinha e é obcecado por roupas íntimas, tendo seus próprios conceitos do que é considerado o melhor tipo de roupa íntima. Um "pervertido de classe alta" que lidera o grupo "Gathered Fabric" para roubar todos os tipos de roupas de baixo em todo o Japão, ele acaba colidindo contra a SOX porque Ayame acredita que ele está arruinando a reputação do grupo realizando atos terroristas, como seqüestrar o transporte público sob a alegação de que o Gathered Fabric é um aliado da SOX.
Base Black (手の黒, Tehen no Kuro, lit. "Black Hand")
Voz de: Sho Hayami
Um eroterrorista que aparece no último episódio do anime. Ele pessoalmente conhecia e trabalhava ao lado de Zenjuro e planejava desbloquear um cofre secreto cheio de tesouros eróticos usando um artefato que foi passado para Tanukichi. Ele reuniu o elenco principal de um resort através de convites falsos e os desafiou a um duelo pelo artefato através de Yakyuken.
Binkan (びんかんちゃん)
Voz de: Yui Ogura
Um personagem original de anime. Binkan é apenas um espectador inocente que costuma estar por perto sempre que a SOX realiza outro ato de eroterrorismo, encarando a última obra. Ela é pouco reconhecida pelos personagens principais até o episódio final, onde é mostrado que ela é uma prefeita em treinamento sob a liderança de Oboro. O nome verdadeiro de Binkan nunca é mencionado; o apelido dela se traduz aproximadamente como "pouco sensível (menina)".
Nadeshiko Kajou (華城 撫子, Kajō Nadeshiko)
A madrasta de Ayame, que secretamente se opõe às novas leis morais, especialmente aquelas contra o banho misto. Dirige uma estalagem japonesa de estilo antigo com um banho quente de primavera e ensinou Ayame como ser uma senhora japonesa adequada quando criança.
Ranko Okuma (奥間 爛子, Okuma Ranko)
A mãe de Tanukichi, apelidada de "Fullmetal Ogress" por sua alta estatura e comportamento áspero. Ranko é um firme defensor das novas autoridades morais e um amigo de Sophia. Ela ensinou Tanukichi a lutar e se defender.
Annie Brown (アニー・ブラウン, Annie Brown)
Um especialista técnico americano contratado pelo governo japonês para promover a tecnologia de MP no exterior, mas tem uma compreensão tênue do idioma japonês, fazendo com que ela use insinuações sujas quando tenta falar. Mais tarde, ela se sente atraída por Tanukichi.
Yutori Nuregoromo (濡衣 ゆとり, Nuregoromo Yutori)
Um velho amigo de infância de Tanukichi e membro de uma família de agricultores rurais.
Love Machine (羅武マシーン, Rabu Mashīn)
O fundador e líder do grupo eroterrorista Bacon Lettuce Moms.

## Mídia

### Light novels

Primeira capa do volume da Light Novel com Ayame Kajou.

O primeiro volume de light novel foi publicado em 18 de julho de 2012 pela Shogakukan sob sua marca Gagaga Bunko.  Onze volumes e um extra foram publicados.
| N.º | Data de lançamento      | ISBN              |
| --- | ----------------------- | ----------------- |
| 1   | 18 de Julho de 2012     | 978-4-09-451352-3 |
| 2   | 20 de Novembro de 2012  | 978-4-09-451376-9 |
| 3   | 18 de Abril de 2013     | 978-4-09-451407-0 |
| 4   | 20 de Agosto de 2013    | 978-4-09-451432-2 |
| 5   | 17 de Janeiro de 2014   | 978-4-09-451463-6 |
| 6   | 20 de Maio de 2014      | 978-4-09-451485-8 |
| 7   | 18 de Setembro de 2014  | 978-4-09-451511-4 |
| 8   | 18 de Fevereiro de 2015 | 978-4-09-451536-7 |
| 9   | 18 de Junho de 2015     | 978-4-09-451555-8 |
| 10  | 18 de Setembro de 2015  | 978-4-09-451572-5 |
| 11  | 18 de Fevereiro de 2016 | 978-4-09-451594-7 |
| EX  | 20 de Julho de 2016     | 978-4-09-451620-3 |

### Mangá

Primeira capa do volume do Mangá com Ayame Kajou

Uma adaptação do mangá por Yuzuki N 'foi serializada na revista Monthly Comic Blade do Mag Garden de 28 de março de 2014 a 5 de fevereiro de 2016.
| N.º | Data de lançamento      | ISBN              |
| --- | ----------------------- | ----------------- |
| 1   | 18 de Fevereiro de 2015 | 978-4-80-000413-0 |
| 2   | 18 de Junho de 2015     | 978-4-80-000471-0 |
| 3   | 10 de Agosto de 2015    | 978-4-80-000486-4 |
| 4   | 9 de Abril de 2016      | 978-4-80-000564-9 |

### Anime
Uma adaptação de série de anime para televisão foi anunciada por Gagaga Bunko em outubro de 2014. A série foi produzida por JCStaff e dirigida por Youhei Suzuki, com Masahiro Yokotani cuidando dos roteiros, Masahiro Fujii desenhando os personagens e Akiyuki Tateyama compondo a música.   Foi ao ar em AT-X, Tokyo MX, KBS, CTC e outros canais de 4 de julho a 19 de setembro de 2015. A SOX apresentou o tema de abertura "B Chiku Sentai SOX", enquanto Sumire Uesaka apresentou o tema de encerramento "Inner Urge". A série é licenciada na América do Norte pela Funimation . Na Austrália e na Nova Zelândia, a série é licenciada pela Madman Entertainment, que transmitiu simultaneamente a série no AnimeLab.